# Гюрер Айкал
Гюрер Айкал (на турски: Gürer Aykal) е турски диригент и преподавател в Билкентски университет. Той е музикален ръководител и главен диригент на Истанбулската филхармония Борусан от 1999 до 2009 г.

## Образование
Айкал е роден в турския град Ескишехир през 1942 г. Учи в държавната консерватория в Анкара. Учи за цигулар през 1963 г., а за композитор през 1969 г. След това заминава да учи диригентство в Лондон, в Гилдхолска школа по музика, където негови преподаватели са диригентите Андре Превин и Джордж Хърст. След това той заминава за Италия, за да продължи следването си, вследствие на което получава докторска степен по музикални изкуства в Националната художествена академия „Свети Цецилий“ през 1973 година. След това, по съвет на Аднан Сайгуна, той остава в Италия, за да проучва Грегорианското пеене и полифоническата музика от епохата на Възраждането в Папския институт по свещена музика.

## Кариера
Айкал дирижира лично Стамбулския държавен симфоничен оркестър, Английския камерен оркестър, Лондонската филхармония, камерния оркестър в Анкара и оркестър Концертгебау. През 1975 г. той става главен диригент на Президентския симфоничен оркестър в Анкара.
От 1987 до 1991 година Айкал е музикален ръководител на симфоничен оркестър в Лъбък, щата Тексас, а след това от 1992 г. до 2004 г. е музикален ръководител на симфоничен оркестър Ел Пасо в Тексас. Той също е художествен ръководител в Международния фестивал на пианото в Анталия през лятото на 2014 година.

## Награди
За заслугите си в областта на музиката турското правителство му присъжда почетно звание за Национален артист на 1981 година.